# Дордзо
Дордзо e вид гореща напитка, произлизаща от Италия. Представлява безкофеиново кафе от печени ечемичени зърна. Може да се приготвя като бърза еспресо напитка от кафе машини.
Широко разпространена е в Италия. Въпреки че традиционно се смята за кафе заместител за деца, напитката все повече се пие от хора, които избягват кофеина по здравословни причини.